# Matthias Griebler
Matthias Griebler (* 1972 in Wien) ist ein österreichischer Bildender Künstler.

## Leben
Griebler ist der Sohn der Zeichnerin Martha Griebler. Er studierte an der Universität für angewandte Kunst Wien und der Akademie der bildenden Künste Wien bei Gunter Damisch. Nach mehreren Ablehnungen an beiden Institutionen verschaffte sich Griebler unter dem Pseudonym „Wotan Anzengruber“ mit fingierten Arbeiten Aufnahme in die Meisterschule für Grafik an der Akademie der Bildenden Künste. Daniel Kehlmann beschrieb in dem Porträt Mein Name sei Anzengruber den genauen Hergang dieser Aufnahmeprozedur.
Sein Medium ist die Zeichnung und von eigener Hand gefertigte Druckgrafik. Überdies arbeitet Griebler an Skulpturen, sowie komplexen Gesamtkunstwerken, die oft über Jahre hinweg am Entstehen sind.

## Ausstellungen
- 1996: Artist in Residence, Kunststation Sankt Peter, Köln[2]
- 2002: Matthias Griebler, Kunststation Sankt Peter, Köln[2]
- 2006: Fairy Tale, Myth and Fantasy, Galerie St. Etienne, New York[3]
- 2011: Matthias Griebler, Kunsthalle Krems, Krems[4]
- 2011: Four Unusual Summer Guests, Emanuel von Baeyer Cabinet, London[5]
- 2015: Herodes zeugt ein Kind. Herodes zeugt sein Kind! Emanuel von Baeyer Cabinet, London[6]
- 2017: Squirrel, Emanuel von Baeyer Cabinet, London[7]
- 2019: Korrespondenzen. Bosch und Griebler, Gemäldegalerie der Akademie der Bildenden Künste, Wien[8]
- 2020: Figurative Works on Paper, Emanuel von Baeyer Cabinet, London[9]
- 2022: TEFAF Exhibition Andrieskapel, Maastricht – Gruppenausstellung mit Karel Appel, Joseph Beuys, Leiko Ikemura, Andy Warhol, und anderen

## Werke

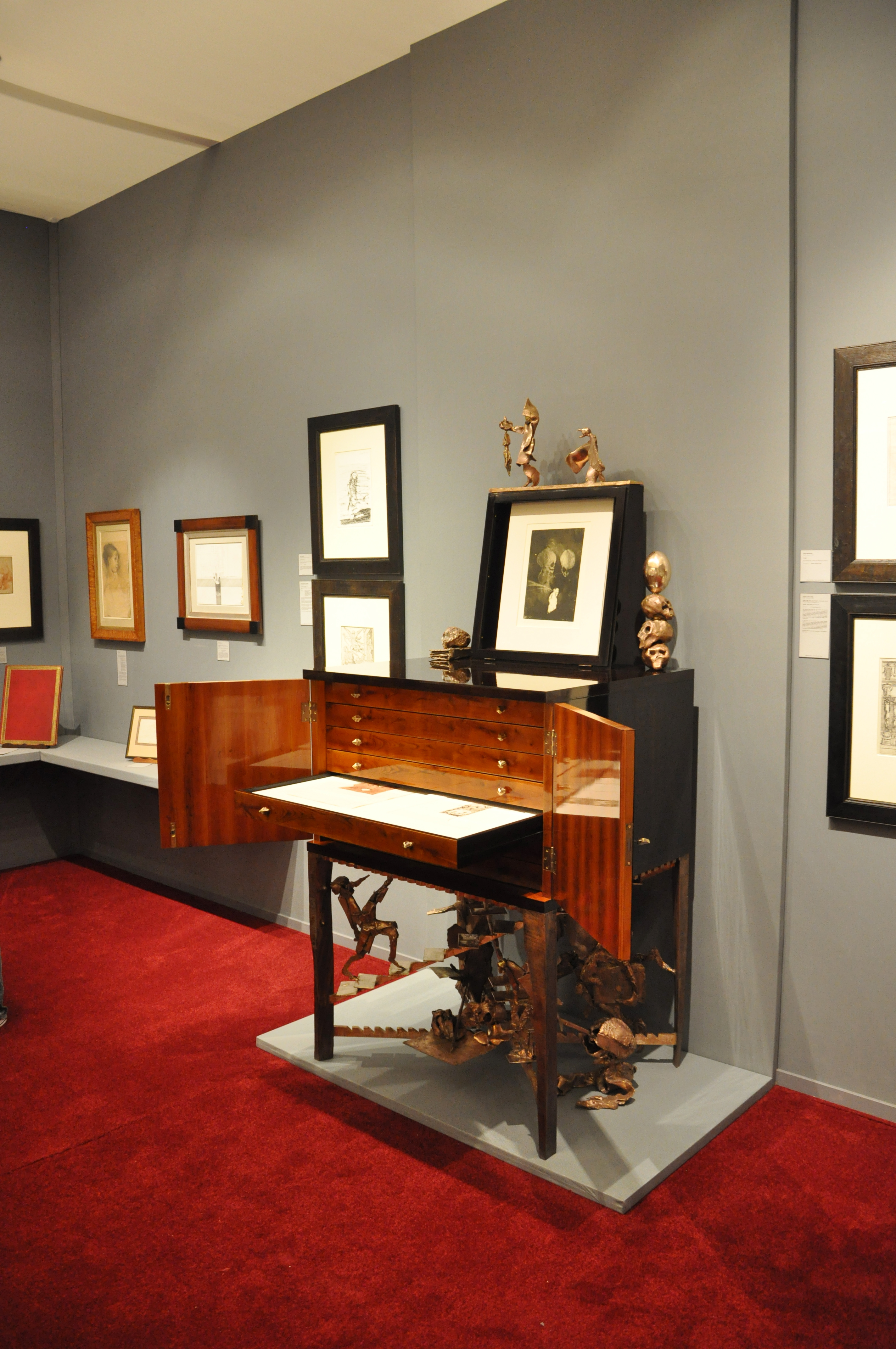
Gesamtkunstwerk Das Griebler Kabinett auf der TEFAF Maastricht, 2013

Im Jahr 2000 fertigte er im Auftrag von Pater Friedhelm Mennekes die Zeichnung für das Relief der neu zu gießenden Gabrielsglocke für die Jesuitenkirche Sankt Peter in Köln an.
2018 erwarb das Kupferstichkabinett Wien 50 Zeichnungen aus dem Frühwerk von Griebler.
- Pinocchio, aber ein anderer: gezeichnet. 1. Auflage. Insel Verlag, Frankfurt, M. Leipzig 2007, ISBN 978-3-458-17351-9.
- Das Puppenhaus. Gesamtkunstwerk, 2007–2009.
- Die Natur der Menschen oder Die Stadt, 2012.
- Das Griebler Kabinett. Gesamtkunstwerk, 2013.
- Squirrel, 50 Radierungen, 2017[11]
- Der 29-jährige Krieg., Gesamtkunstwerk 2001-2019
- Die Lichtung., Gesamtkunstwerk 2021-2022

Werke von Griebler werden regelmäßig von Emanuel von Baeyer, London auf diversen Kunstmessen ausgestellt: Tefaf Maastricht, London Original Print Fair, Master Drawings & Sculpture Week London, Cologne Fine Art & Antique Fair und IFPDA Print Fair New York.

## Zitate über Griebler
„…ein wirkliches Genie, spröde im besten und vollsten künstlerischen Eigensinn.“

„Eine funkelnde witzige Intelligenz, zugleich melancholische Poesie, und alles zeugte von einer technischen Perfektion, die man altmeisterlich nennen müsste, wäre Grieblers Stil nicht so modern und wild unberechenbar.“

„Er ist ein außergewöhnliches Talent. Man muss nicht seine schrille, schräge Persönlichkeit allein ins Spiel bringen. Sein Werk ist genial genug, dass man es lange diskutieren kann. Ich glaube, Matthias Griebler hat ein unglaubliches Potential.“